# Hololive GAMERS fes. 超超超超ゲーマーズ
「hololive GAMERS fes. 超超超超ゲーマーズ」（ホロライブ ゲーマーズ フェス ちょうちょうちょうちょうゲーマーズ、英語: hololive GAMERS fes. CHOCHOCHOCHOGAMERS）は、株式会社AbemaTVが主催し、女性バーチャルYouTuberグループ・ホロライブの内部ユニット「ホロライブゲーマーズ」（白上フブキ、大神ミオ、猫又おかゆ、戌神ころね）が主演を務めるeスポーツ大会およびミニライブ。eスポーツ大会には、ホロライブの所属タレントがゲストとして参加する。

## hololive GAMERS fes. 超超超超ゲーマーズ
「hololive GAMERS fes. 超超超超ゲーマーズ」は、2024年5月25日から5月26日にかけて、日本・国立代々木競技場 第一体育館にて開催された、1回目の「hololive GAMERS fes. 超超超超ゲーマーズ」。2024年3月15日に行われた、イベント「hololive SUPER EXPO 2024 Supported By BANDAI」の一つ「DAY1」にて開催が発表された。「DAY1」（デイ1）と「DAY2」（デイ2）の2つの公演からなり、それぞれ2024年5月25日の16時30分から20時、同年5月26日の15時30分から19時にかけて行われた。公式ハッシュタグは、「DAY1」が「#超超超超ゲーマーズday1」で、「DAY2」が「#超超超超ゲーマーズday2」である。本イベントでは、大神ミオが2024年5月13日時点で長期の治療を必要とする容態だったため、ホロライブの運営元・カバー株式会社の判断によって、彼女の出演が見送られた。

### ゲスト（1回目）
DAY1
大空スバル、兎田ぺこら、宝鐘マリン、常闇トワ
DAY2
さくらみこ、角巻わため、ラプラス・ダークネス、鷹嶺ルイ

### プレイされたゲームおよびそのプレイヤー（1回目）
「ファン交流企画」は、本イベントのオリジナルのゲームで、勝敗は存在しない。また、「DAY1」では宝鐘マリン、「DAY2」ではさくらみこが同ゲームの進行役を務めた。
| ゲームの肩書き                | ゲームのタイトル                  | プレイヤー（太字は勝者）                                                                    |
| DAY1                          | DAY1                              | DAY1                                                                                        |
| ----------------------------- | --------------------------------- | ------------------------------------------------------------------------------------------- |
| カジュアルゲーム①             | 『エブリバディ 1-2-Switch!』      | 白上フブキ、猫又おかゆ、戌神ころね、常闇トワ                                                |
| カジュアルゲーム②             | 『レッツプレイ!オインクゲームズ』 | 白上フブキ、猫又おかゆ、戌神ころね、大空スバル                                              |
| ゲーマーズVS ゲスト対戦ゲーム | 『Gartic Phone』                  | 白上フブキ、猫又おかゆ、戌神ころね、 大空スバル、兎田ぺこら、宝鐘マリン、常闇トワ           |
| ファン交流企画                | 『完全一致ゲーム!』               | 白上フブキ、猫又おかゆ、戌神ころね                                                          |
| DAY2                          |                                   |                                                                                             |
| カジュアルゲーム③             | 『超おどる メイド イン ワリオ』   | 白上フブキ、猫又おかゆ、戌神ころね、ラプラス・ダークネス                                    |
| カジュアルゲーム④             | 『Dance Dance Revolution』        | 白上フブキ、猫又おかゆ、戌神ころね、鷹嶺ルイ                                                |
| ゲーマーズVS ゲスト対戦ゲーム | 『スーパーボンバーマン R 2』      | 白上フブキ、猫又おかゆ、戌神ころね、 さくらみこ、角巻わため、ラプラス・ダークネス、鷹嶺ルイ |
| ファン交流企画                | 『ゲーマーズすごろく』            | 白上フブキ、猫又おかゆ、戌神ころね                                                          |

### ミニライブのセットリスト（1回目）
DAY1
1. 「We are GAMERS !!!!」
2. 「超超超超ゲーマーズ DAY1」オリジナルメドレー
  1. 「Wonky Monkey」
  2. 「もぐもぐYUMMY!」
  3. 「夜光通信」
  4. 「KONKON Beats」
3. 「Shiny Smily Story（GAMERS ver.）」

DAY2
1. 「We are GAMERS !!!!」
2. 「超超超超ゲーマーズ DAY2」オリジナルメドレー
  1. 「LETTER☆彡」
  2. 「TROUBLE “WAN”DER!」
  3. 「ネコカブリーナ」
  4. 「Howling」
3. 「Our Bright Parade（GAMERS ver.）」

### 楽曲「We are GAMERS!!!!」
「We are GAMERS !!!!」（ウィー アー ゲーマーズ）は、2024年5月22日に音楽配信が行われた、ホロライブゲーマーズの楽曲で、「hololive GAMERS fes. 超超超超ゲーマーズ」のテーマソング。作詞・作曲・編曲はPandaBoYが手がけた。音楽チャート・オリコンチャートによる2024年06月03日付の週間 デジタルシングル（単曲）ランキングおよび、Billboard JAPANによる2024年05月29日公開のBillboard Japan Download Songsにて40位を記録した。
| 全作詞・作曲・編曲: PandaBoY。 |                                      |          |            |      |
| #                              | タイトル                             | 作詞     | 作曲・編曲 | 時間 |
| 1.                             | 「We are GAMERS !!!!」               | PandaBoY | PandaBoY   | 4:27 |
| 2.                             | 「We are GAMERS !!!!」(Instrumental) | PandaBoY | PandaBoY   | 4:27 |
| 合計時間:                      | 合計時間:                            | 8:54     |            |      |

## hololive GAMERS fes. 超超超超ゲーマーズ2
「hololive GAMERS fes. 超超超超ゲーマーズ2」は、2025年7月5日から7月6日にかけて、日本・さいたまスーパーアリーナにて開催された、2回目の「hololive GAMERS fes. 超超超超ゲーマーズ」。2025年3月18日にホロライブゲーマーズが大神ミオのYouTubeチャンネルにて行った動画配信にて開催が発表された。「DAY1」（デイ1）と「DAY2」（デイ2）の2つの公演からなり、それぞれ2024年7月5日の17時から20時、同年7月6日の16時から19時にかけて行われた。公式ハッシュタグは、「DAY1」が「#超ゲマズ2_day1」、「DAY2」が「#超ゲマズ2_day2」で、イベント当日には双方のハッシュタグがソーシャル・ネットワーキング・サービスのXにてトレンド1位を獲得した。また、本イベントの来場者数は、のべ3万5000人だった。

### ゲスト（2回目）
DAY1
百鬼あやめ、天音かなた、姫森ルーナ、鷹嶺ルイ
DAY2
さくらみこ、大空スバル、フワワ・アビスガード、モココ・アビスガード

### プレイされたゲームおよびそのプレイヤー（2回目）
「ファン交流企画」は、本イベントのオリジナルのゲームで、勝敗は存在しない。また、「DAY1」では鷹嶺ルイ、「DAY2」ではさくらみこが同ゲームの進行役を務めた。
| ゲームの肩書き       | ゲームのタイトル             | プレイヤー（太字は勝者）                                                                                         |
| DAY1                 | DAY1                         | DAY1 |
| -------------------- | ---------------------------- | --- |
| カジュアルゲーム     | 『ビビッター』               | 白上フブキ、大神ミオ、猫又おかゆ、戌神ころね                                                                     |
| ゲスト対戦ゲーム     | 『ホロライブお宝マウンテン』 | 白上フブキ、大神ミオ、猫又おかゆ、戌神ころね、百鬼あやめ、天音かなた、姫森ルーナ、鷹嶺ルイ                       |
| ゲスト対戦ゲーム     | 『ガンガン伝言ゲーム』       | 白上フブキ、大神ミオ、猫又おかゆ、戌神ころね、百鬼あやめ、天音かなた、姫森ルーナ、鷹嶺ルイ                       |
| オリジナルゲーム企画 | 『ゲマズBINGO』              | 白上フブキ、大神ミオ、猫又おかゆ、戌神ころね                                                                     |
| DAY2                 |                              | |
| カジュアルゲーム     | 『Gang Beasts』              | 白上フブキ、大神ミオ、猫又おかゆ、戌神ころね                                                                     |
| ゲスト対戦ゲーム     | 『声マネキング』             | 白上フブキ、大神ミオ、猫又おかゆ、戌神ころね、さくらみこ、大空スバル、フワワ・アビスガード、モココ・アビスガード |
| ゲスト対戦ゲーム     | 『ポコポコもぐらハンマー』   | 白上フブキ、大神ミオ、猫又おかゆ、戌神ころね、さくらみこ、大空スバル、フワワ・アビスガード、モココ・アビスガード |
| オリジナルゲーム企画 | 『ゲマズQUIZ』               | 白上フブキ、大神ミオ、猫又おかゆ、戌神ころね                                                                     |

### ミニライブのセットリスト（2回目）
DAY1
1. 「We are GAMERS !!!!」
2. 「超超超超ゲーマーズ2 DAY1」オリジナルメドレー
  1. 「カミサマ・ネコサマ」
  2. 「マジンガーZ」
  3. 「夜光通信」
  4. 「SUPERNOVA」
  5. 「Color Rise Harmony（GAMERS ver.）」
3. 「To Be Continued....」

DAY2
1. 「We are GAMERS !!!!」
2. 「超超超超ゲーマーズ DAY2」オリジナルメドレー
  1. 「ワンダーフューチャー!」
  2. 「宇宙戦艦ヤマト」
  3. 「また、おかえり。」
  4. 「Howling」
  5. 「キラメキライダー☆（GAMERS ver.）」
3. 「To Be Continued....」

### 楽曲「To Be Continued....」
「To Be Continued.... 」（トゥー ビー コンティニュード）は、2025年7月3日に音楽配信が行われた、ホロライブゲーマーズの楽曲で、「hololive GAMERS fes. 超超超超ゲーマーズ2」のテーマソング。作詞・作曲・編曲はハムが手がけた。オリコンチャートによる2025年07月14日付の週間 デジタルシングル（単曲）ランキングにて40位、Billboard JAPANによる2025年07月09日公開のBillboard Japan Download Songsにて44位を記録した。
| 全作詞・作曲・編曲: ハム。 |                                       |      |            |      |
| #                          | タイトル                              | 作詞 | 作曲・編曲 | 時間 |
| 1.                         | 「To Be Continued....」               | ハム | ハム       | 3:49 |
| 2.                         | 「To Be Continued....」(Instrumental) | ハム | ハム       | 3:48 |
| 合計時間:                  | 合計時間:                             | 7:37 |            |      |